# Залізна баба
Залізна Баба (біл. Жалезная Баба) — персонаж білоруської міфології, дух, що мешкає у колодязі, полі, або у городі. Викрадає і з'їдає маленьких неслухняних дітей, що йдуть з домівки без дозволу батьків.

## Опис
Залізна баба це хатній дух, живе в колодязі, полі, або у городі. Найчастіше постає у вигляді огидної бабки невеликого зросту, з кошлатими розпатланим волоссям й величезними залізними грудьми.  Вона, також, має певну схожість з Русалкою та Бабоюю-Ягою. Завжди носить з собою залізний гак, ступку й товкач, якими вона ловить та дробить всіх спійманих неслухняних дітей. Вона постійно краде своїм залізним гаком маленьких неслухняних дітей, які йдуть з дому, наприклад, в поле, без дозволу батьків, а після — дробить їх у своїй ступці та з'їдає. Часом, вона мучить дітей перед вбивством — душить їх, топить, і знущається іншими способами. Однак, крім вбивства дітей — може й просто налякати їх.